# Millville (Minnesota)
Millville és una població dels EUA a l'estat de Minnesota. Segons el cens del 2000 tenia 186 habitants.

## Demografia
Segons el cens del 2000, Millville tenia 186 habitants, 76 habitatges, i 46 famílies. La densitat de població era de 478,8 habitants per km².
Dels 76 habitatges en un 28,9% hi vivien nens de menys de 18 anys, en un 57,9% hi vivien parelles casades, en un 2,6% dones solteres, i en un 38,2% no eren unitats familiars. En el 32,9% dels habitatges hi vivien persones soles el 14,5% de les quals corresponia a persones de 65 anys o més que vivien soles. El nombre mitjà de persones vivint en cada habitatge era de 2,45 i el nombre mitjà de persones que vivien en cada família era de 3,23.
Per edats la població es repartia de la següent manera: un 25,3% tenia menys de 18 anys, un 12,9% entre 18 i 24, un 28,5% entre 25 i 44, un 17,2% de 45 a 60 i un 16,1% 65 anys o més.
L'edat mediana era de 35 anys. Per cada 100 dones de 18 o més anys hi havia 95,8 homes.
La renda mediana per habitatge era de 38.125 $ i la renda mediana per família de 52.750 $. Els homes tenien una renda mediana de 28.571 $ mentre que les dones 22.083 $. La renda per capita de la població era de 16.491 $. Cap de les famílies i el 4,4% de la població estaven per davall del llindar de pobresa.

## Poblacions més properes
El següent diagrama mostra les poblacions més properes.